# Herbert Albert
Herbert Albert (Bad Lausick, 26 dicembre 1903 – Bad Reichenhall, 15 settembre 1973) è stato un direttore d'orchestra tedesco.

## Biografia
Allievo del conservatorio di Lipsia, è stato direttore dell'orchestra del Gewandhaus di Lipsia e di teatri e istituzioni musicali a Stoccarda, Breslavia e Mannheim.